# Ma Shi Chau
Ma Shi Chau (kinesiska: 馬屎洲, 马屎洲) är en ö i Hongkong (Kina). Den ligger i den norra delen av Hongkong. Arean är 0,61 kvadratkilometer.
Terrängen på Ma Shi Chau är lite kuperad. Öns högsta punkt är 102 meter över havet. Den sträcker sig 1,1 kilometer i nord-sydlig riktning, och 1,2 kilometer i öst-västlig riktning.  I omgivningarna runt Ma Shi Chau växer i huvudsak städsegrön lövskog.